# Hypnotize (musikalbum)
Hypnotize är System of a Downs femte album och det släpptes år 2005. Albumet är den andra delen av System of a Downs dubbelalbum vilket ofta är beteckningen för detta album och deras föregående album Mezmerize, som släpptes ett halvår tidigare. Hypnotize debuterade på plats 1 på den amerikanska Billboard 200-listan och uppnådde platinastatus den 13 december 2005. Albumet kom på plats 20 på Spins lista The 40 Best Albums of 2005. Artworken på både detta album och Mezmerize är skapat av Vartan Malakian, fadern till Daron Malakian. Den första låten på detta album skulle ha varit "Hezze", som är en instrumentalisk låt, men bandet bestämde sig för att ville ha en, musikaliskt sett, tyngre låt och därför blev det "Attack" istället. "Hezze" kan komma att släppas i framtiden, då på antingen ett album eller på en EP. Innan lanseringen av albumet släpptes en EP med titeln Hypnotize Value Added som innehåller låtarna "Forest", "Prison Song" och "Question!".
"Attack" är en krigskritisk låt och låten "Kill Rock 'n Roll" handlar om en kanin som Daron Malakian körde ihjäl med sin bil en natt. Dock kretsade låten tidigare runt meningen "I killed the rock 'n' roll in you" och Malakian beskrev då låten med orden: "[Kill Rock 'n Roll] handlar om att vara en mördare och att njuta av det för stunden, men att faktiskt ha samvetskval över det när du är klar". Låten "Hypnotize" nämner protesterna på Himmelska fridens torg som ägde rum år 1989 och låten "Holy Mountains" handlar om bergmassivet Ararat, som ligger i förknippelse med floden Aras, vilket blivit en symbol för förfädernas hemland för de armenier som överlevde det armeniska folkmordet. Albumet kom på plats 3 på Loudwires lista "10 Best Metal Albums of 2005" (tillsammans med Mezmerize).
Den 13 juli 2018 uttryckte Tankian sitt missnöje med vart bandmedlemmarna stod i förhållande till varandra under arbetet med Mezmerize och Hypnotize. Han ansåg att Malakian hade för stort artistiskt ansvar och fick för stor ekonomisk ersättning för detta, där några av de låtar Tankian ville ha med på albumet inte kom med. Tankian ville därför lämna bandet innan Mezmerize och Hypnotize hade spelats in och han har sagt att han inte känner någon känslomässig koppling till låtarna på dessa album.

## Låtlista
Alla låtar är skrivna och komponerade av System of a Down, om inte annat anges. 
| Nr  | Titel                 | Längd |
| --- | --------------------- | ----- |
| 1.  | Attack                | 3:06  |
| 2.  | Dreaming              | 3:59  |
| 3.  | Kill Rock 'n Roll     | 2:27  |
| 4.  | Hypnotize             | 3:09  |
| 5.  | Stealing Society      | 2:58  |
| 6.  | Tentative             | 3:36  |
| 7.  | U-Fig                 | 2:55  |
| 8.  | Holy Mountains        | 5:28  |
| 9.  | Vicinity of Obscenity | 2:51  |
| 10. | She's Like Heroin     | 2:44  |
| 11. | Lonely Day            | 2:47  |
| 12. | Soldier Side          | 3:40  |